# Memorias de Idhún II: Tríada
Memorias de Idhún: Tríada es la segunda parte de la trilogía de Memorias de Idhún, tres libros creados por Laura Gallego García y que giran en torno a Idhún, un mundo lleno de magia y de misterio y con tres soles y tres lunas. En este libro la Resistencia vuelve a Idhún, y finalmente, la Tríada (Jack, Victoria y Kirtash) habrán de luchar contra Ashran el Nigromante.
En 2017 se anunció que Movistar+ haría una serie basada en la saga Memorias de Idhún.

## Argumento

### Libro III: despertar
Primero se da un prólogo en el que Ashran y Zeshak se dan cuenta de la llegada de la Resistencia a Idhún; Zeshak exterioriza su descontento por la presencia de un sexto renegado: el traidor Kirtash.
Luego de esta introducción, la autora nos presenta a Victoria despertando de su viaje por la Puerta, pues había perdido el conocimiento como todos sus compañeros exceptuando a Christian.
Christian se da cuenta rápidamente de que la torre de Kazlunn ya ha sido conquistada, finalmente, por Ashran.
Los sheks les tienden una emboscada y uno de ellos muerde a Shail en la pierna, haciendo caer al joven mago en una horrible pesadilla de la que saldrá con vida, pero con una pierna menos.
Una vez en el bosque de Awa, ya a salvo de los sheks, Jack y Victoria conocen a la Madre Venerable Gaedalu, al Padre Venerable Ha-Din y al último Archimago, Qaydar, los líderes de las dos iglesias y de la Orden Mágica respectivamente.
La presencia de Christian complica las cosas, nadie parece entender que la doncella unicornio, la heroína de la profecía, sienta algo por Kirtash, el hijo del Nigromante. Este, por su parte, se siente cada vez más humano, y el shek que existe dentro de él agoniza cada vez más rápido. Jack, por su parte no ha sido capaz todavía de transformarse en dragón, y se dirige a Awinor para tratar de conectar con Yandrak.
Victoria siente que su corazón se divide: no sabe si irse con Christian, que se dirige a Nanhai para tratar de equilibrar su alma doble, además de para revivir a Haiass que había sido despojada de su poder shek; si irse con Jack a Awinor o si quedarse en el bosque de Awa. 
Decide irse con Jack y por el camino conocen a Kimara, una joven semiyan que se siente inmediatamente atraída por Jack. Este la rechaza por Victoria. Mientras tanto, Alexander, Aile y Qaydar se dirigen a Vannisar a ver al rey Amrin ignorando que este planea entregarlos a Eissesh. Los salva Kestra, que los lleva a conocer a Denyal, el líder de los Nuevos Dragones.
Por su parte, Christian encuentra a Ydeon, el gigante que forjó a Domivat y a Haiass. La única manera de revivir a Haiass por completo es haciéndole probar la sangre de Yandrak.
Jack logra, por fin, conectar su alma con Yandrak tras ver los huesos de sus hermanos muertos nada más salir del cascarón, y de su madre dragón, fuera de la cueva. Luego, una shek llamada Shissen hiere gravemente a Kimara en un intento de matar a Jack. Victoria se transforma en Lunnaris y la convierte en una hechicera para salvarle la vida. Luego de que los sheks les tienden una emboscada caen al mar de Raden, junto a la ciudad de Kosh, Jack y Kimara son remolcados a tierra por un par de varu; a Victoria la secuestra Bradju, el caudillo del lugar, quien pretende obligarla a que le entregue la magia, amenazándola de muerte. Bradju envía a Jack a matar un swanit a cambio de la joven, el dragón consigue hacerlo pero queda agotado y ve a Victoria acercándose hacia él. La coloca bajo el swanit muerto y se tiende junto a ella.
Christian llega a tiempo para salvarlos, pero como su parte shek se ha fortalecido no piensa salvarle la vida a Jack; al final lo hace, movido por lo que siente por el unicornio. Las cosas no mejoran, pues el dragón y el shek se llevan cada vez peor. Después de varios días, en los Picos de Fuego, ambos pelean salvajemente y Christian logra hundir a Haiass en el pecho de Jack, revitalizando la espada y arrojando a Jack en una sima de lava. Victoria se sume en un profundo océano de dolor y se va con Shail y Zaisei, que han llegado a tiempo para ver la salvaje pelea entre el shek y el dragón y la muerte de este último a manos de aquel.

### Libro IV: Predestinación
Victoria queda sumida en un estado de autismo tras la muerte de Jack; Shail Fesbak y Zaisei la llevan de vuelta a Nurgon con el resto de la Resistencia; la noticia de la muerte de Jack es como un balde de agua fría para todos. Victoria se marcha al poco tiempo para ir a matar a Christian, tras pedirle a Alexander que la acompañe, cosa que el joven rehúsa. Por el camino se da cuenta de que su magia ha quedado afectada por su estado de ánimo y, antaño cálida y limpia, llena de amor y cariño, ahora es oscura y fría, llena de dolor y deseos de venganza. Decide que, si esto es lo que puede entregar al mundo ahora, debe morir.
Jack, por su parte, está vivo, pues lo que parecía una sima de lava es en realidad una Puerta Interdimensional que conduce a Umadhún, el mundo de las serpientes aladas. Allí es ayudado por Sheziss, la madre del shek que habita en Christian, pues Zeshak, antaño su pareja, le quitó todos los huevos que podría poner en toda su vida, razón por la cual lo odia y desea vengarse de él. Asimismo, también odia a Ashran, pues fue este quien mató a todos sus hijos al intentar fusionar a su hijo humano con uno de ellos para crear a Kirtash. Sheziss ayuda a Jack a volver a Idhún y este logra evitar los planes de Victoria, sin embargo, esta hiere al shek con Domivat en el vientre.
Mientras, en Nurgon los rebeldes deciden juzgar a Alexander y ejecutarlo por su condición de licántropo, Shail se ofrece a ayudarlo a controlar al lobo. 
Jack y Christian deciden acudir a la Torre de Drackwen en la noche del Triple Plenilunio, dejando atrás a Victoria. Sin embargo, Sheziss la ayuda a llegar a la torre. Ashran la engaña para poder quitarle el cuerno y la obliga a elegir entre Jack y Christian, en ese caso, se iría con su elegido a Limbhad y nunca más volverían a Idhún, mientras que el otro moriría. Sin embargo, Victoria prefiere entregarse ella misma antes que condenar a Jack o Christian y accede a entregar su cuerno. Jack y Christian, provenientes de Limbhad, llegan demasiado tarde para impedirlo.
Se transforman, pero como Ashran es la encarnación del Séptimo, el shek no puede desobedecerlo y no puede luchar. Jack lucha hasta el final, y cuando parece que todo está perdido, Christian recupera su forma humana y hunde a Haiass en la espalda de Ashran. Victoria hunde el báculo de Ayshel en su pecho, el cual reactiva el poder de Haiass, arrojando sobre el Nigromante una capa de escarcha. Yandrak usa sus últimas reservas de fuego de dragón. El dios oscuro es liberado.
Victoria se encuentra en la torre de Kazlunn, entre la vida y la muerte, sustentada por su alma humana mientras su alma de unicornio queda fatalmente herida. Christian se está volviendo humano de nuevo y debe volver a Nanhai; Alexander ha huido tras asesinar, en la batalla de Awa, a su propio hermano mientras estaba bajo la influencia del lobo; Aile ha muerto por conjurar un gran incendio en el cielo que acabó con muchos sheks. Shail decide ir a buscar a Alexander; y encima de todas estas pérdidas, Zaisei les cuenta a Jack y Shail que las voces de los dioses se oyen cada vez más cerca, por lo que cabe que pronto lleguén a Idhún.
En el epílogo, el Séptimo se encarna en el cuerpo de Gerde, (que había sido asesinada por Christian) y contempla el cuerno de Lunnaris.

## Traducciones
El libro se ha traducido al catalán (editorial Cruïlla), al alemán (editorial DTV-Junior), al portugués (editorial Arte Plural Ediçoes), al coreano (editorial Munhakdogne Publishing Corp.), al finés (editorial Bazar), al francés (editorial Bayard) y están previstas las traducciones al húngaro, al rumano y al turco.